# Суперкубок Испании по футболу среди женщин 2019/2020
Суперкубок Испании по футболу среди женщин (исп. Supercopa de España Femenina) — ежегодный испанский футбольный мини—турнир, в котором принимают участие чемпион Испании и обладатель Кубка Королевы. Состоящий из двух матчей (дома и на выезде) предваряет начало нового сезона и проводится обычно в августе.
Однако, начиная с сезона 2019/2020 турнир решили проводить в формате «финала четырёх»: по правилу в нём стали принимать участие чемпион и вице-чемпион страны, а также оба финалиста Кубка Королевы (если одна из команд—участниц имела более одного достижения по итогам сезона из выше перечисленного, в таком случае для участия приглашается ещё одна команда, занявшая третье место в чемпионате).                                                                                                                                                                                                                                                                                                      В 2019-2020 году в финале Суперкубка Барселона(ж)—Реал Сосьедад (ж). Матч завершился победой Барселоны (ж) со счётом 10-1.